# Albert Weiler (Mediziner)
Albert Weiler (* 2. Oktober 1863 in Winnweiler; † 25. Dezember 1917 in Würzburg) war ein deutscher Humanmediziner und erster niedergelassener Kinderarzt in Würzburg.

## Leben und Wirken
1883 begann Weiler ein Medizinstudium an der Julius-Maximilians-Universität Würzburg. In diesem Jahr wurde er auch in das Corps Moenania Würzburg (xx) recipiert. Im Jahre 1887 schloss er sein Studium mit dem Staatsexamen ab und heiratete die ein Jahr jüngere Mathilde Schwabacher. Diese stammte aus einer einflussreichen und wohlhabenden jüdischen Familie.
Nach der Promotion 1888 ließen sie sich zunächst in seinem Geburtsort nieder, wo er eine Allgemeinpraxis eröffnete, die er 1891 in den Nachbarort Obermoschel verlegte. Vermutlich fand er in dieser Tätigkeit nicht die gewünschte Betätigung, weshalb er als Assistenzarzt an das renommierte Kaiserin-Auguste-Viktoria-Kinderkrankenhaus in Berlin wechselte, wo damals viele jüdische Ärzte tätig waren, und erwarb fundierte pädiatrische Kenntnisse.

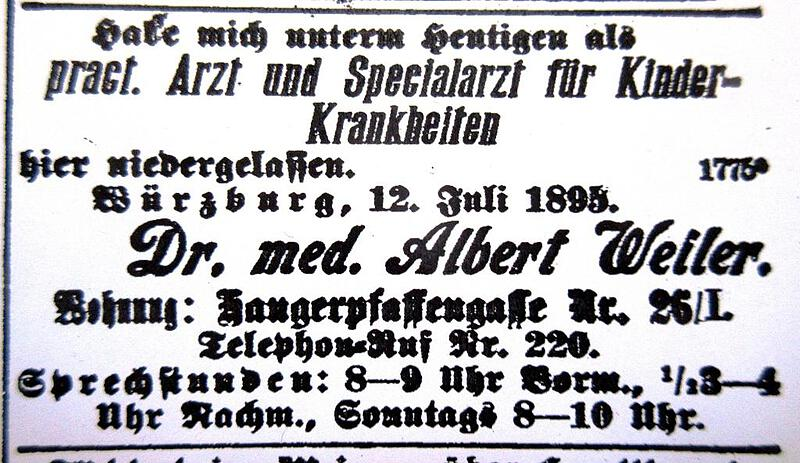
Albert Weiler – Niederlassungsannonce im „Generalanzeiger“

### Erster Kinderarzt Würzburgs
Weiler eröffnete am 12. Juli 1895 die erste allgemein- und kinderärztliche Praxis in der Haugerpfarrgasse, nachdem das Juliusspital Mitte des 19. Jahrhunderts eine eigene Kinderklinik gegründet hatte.
Zu der Zeit kümmerten sich die Armenärzte um die Kinder aus dem Proletariat in der Medizinischen Poliklinik. In der Kinderklinik des Juliusspitals wurden die stationären Patienten behandelt. Wohlhabendere Familien ließen sich hingegen einen Arzt ins Haus kommen.
Im Jahre 1911 wurde ihm das Würzburger Heimat- und Bürgerrecht verliehen.

### Ehrenamt
Des Weiteren war er Vorsitzender des jüdischen Geselligkeitsvereins „Casino“.

### Letzte Ruhestätte
Er wurde auf dem neuen Jüdischen Friedhof in Würzburg beerdigt. Die Beerdigung fand unter großer Beteiligung der Öffentlichkeit statt. Kränze wurden von den Vertretern des Roten Kreuzes, des Säuglings-Fürsorgevereins, des Israelitischen Krankenhauses, des ärztlichen Bezirksvereins und des Corps Moenania niedergelegt. Sein Grab auf dem 1882 errichteten neuen jüdischen Friedhof besteht noch heute. Seine Gattin Mathilde starb im Jahre 1923.

## Ehrungen
- König Ludwig-Kreuz und Ernennung zum Sanitätsrat.